# Bacacay, Albay
Bacacay là đô thị hạng 2 ở tỉnh Albay, Philippines. Theo điều tra dân số năm 2015, đô thị này có dân số 68.906 người trong.
Bacacay có bãi biển với các khu nghỉ dưỡng.

## Các khu phố (barangay)
Bacacay được chia thành 56 khu phố (barangay).
| - Baclayon - Banao - Bariw - Basud - Bayandong - Bonga (Upper) - Buang - Cabasan - Cagbulacao - Cagraray - Cajogutan - Cawayan - Damacan - Gubat Ilawod - Gubat Iraya - Hindi - Igang - Langaton - Manaet | - Mapulang Daga - Bonga (Pongco) - Mataas - Misibis - Nahapunan - Namanday - Namantao - Napao - Panarayon - Pigcobohan - Pili Ilawod - Pili Iraya - Barangay 1 (Pob.) - Barangay 10 (Pob.) - Barangay 11 (Pob.) - Barangay 12 (Pob.) - Barangay 13 (Pob.) - Barangay 14 (Pob.) - Barangay 2 (Pob.) - Barangay 3 (Pob.) | - Barangay 4 (Pob.) - Barangay 5 (Pob.) - Barangay 6 (Pob.) - Barangay 7 (Pob.) - Barangay 8 (Pob.) - Barangay 9 (Pob.) - Pongco (Lower Bonga) - Busdac (San Jose) - San Pablo - San Pedro - Sogod - Sula - Tambilagao (Tambognon) - Tambongon (Tambilagao) - Tanagan - Uson - Vinisitahan-Basud (Mainland) - Vinisitahan-Napao (Island) |